# Noorse koloniën

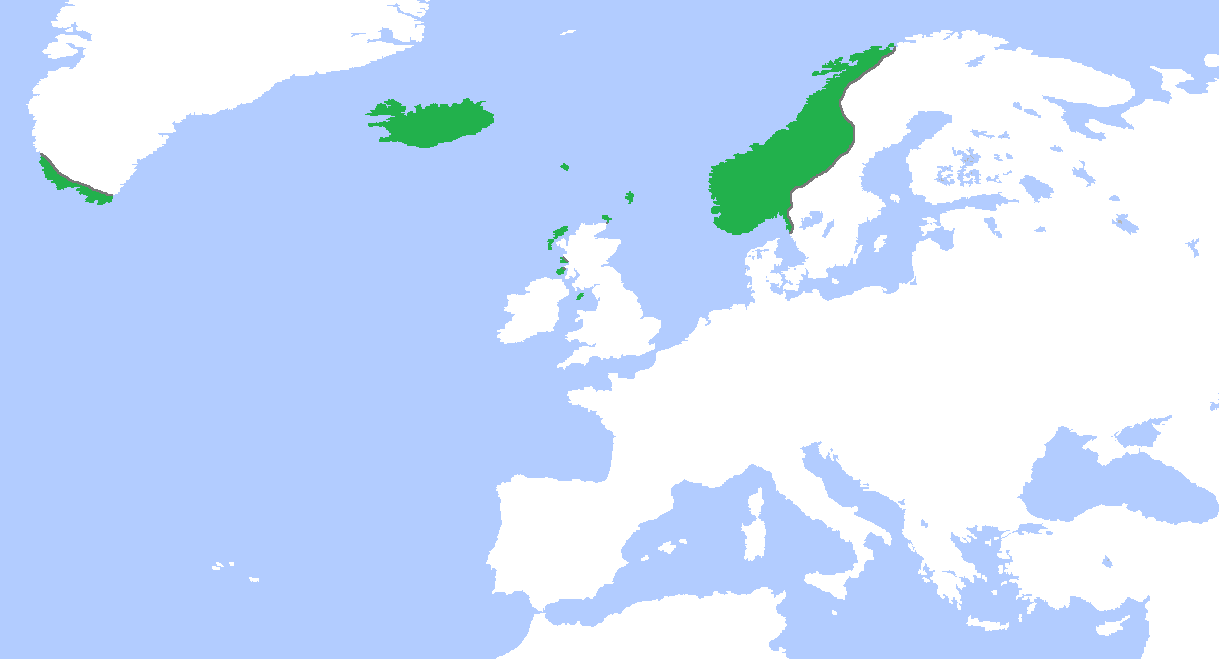
De Noorse koloniën in ca. 1265

Bijna alle Noorse koloniën zijn door Denemarken overgenomen, maar nog steeds heeft Noorwegen enkele overzeese gebieden.

## Noorse koloniën

### Europa
- Faeröer-eilanden (1100 - 1814) (nu Deens)
- IJsland (1260 - 1814)
- Spitsbergen (1920 - heden)
- Jan Mayen (1925 - heden)

### Noord-Amerika
- Groenland (nu Deens):
  - Zelfstandige nederzettingen (984-1261), zie Oostelijke Nederzetting en Westelijke Nederzetting
  - Noorse kolonie (1261-±1400), zie: Groenland (Noorse kolonie).
- Vinland, zelfstandige nederzetting (±1000) (zie ook L'Anse aux Meadows)
- Eirik Raudes Land (Oost-Groenland, 1932-1933)

### Antarctica (Territoria)
(onbewoond)
- Bouvet (1929 - heden)
- Peter I-eiland (1929 - heden)
- Dronning Maud Land (1939 - heden)

kolonie · kolonisatie · kolonialisme · dekolonisatie (staatkundig) · dekolonisatie (cultureel)· neokolonialisme · postkolonialisme · imperialisme